# 진해시의회
진해시의회는 과거 경상남도 진해시 지역을 관할했던 기초의회이다. 2010년 진해시가 마산시, 창원시와 통합되면서 폐지되었다.